# Harbour Heights
Harbour Heights es un lugar designado por el censo ubicado en el condado de Charlotte en el estado estadounidense de Florida. En el Censo de 2010 tenía una población de 2.987 habitantes y una densidad poblacional de 472,66 personas por km².

## Geografía
Harbour Heights se encuentra ubicado en las coordenadas 26°59′32″N 82°0′23″O / 26.99222, -82.00639. Según la Oficina del Censo de los Estados Unidos, Harbour Heights tiene una superficie total de 6.32 km², de la cual 5.61 km² corresponden a tierra firme y (11.19%) 0.71 km² es agua.

## Demografía
Según el censo de 2010, había 2.987 personas residiendo en Harbour Heights. La densidad de población era de 472,66 hab./km². De los 2.987 habitantes, Harbour Heights estaba compuesto por el 90.09% blancos, el 5.83% eran afroamericanos, el 0.2% eran amerindios, el 1.14% eran asiáticos, el 0% eran isleños del Pacífico, el 1.17% eran de otras razas y el 1.57% pertenecían a dos o más razas. Del total de la población el 5.16% eran hispanos o latinos de cualquier raza.